# 18 de marzo
El 18 de marzo es el 77.º (septuagésimo séptimo) día del año en el calendario gregoriano y el 78.º (septuagésimo octavo) en los años bisiestos. Quedan 288 días para finalizar el año.

## Acontecimientos
- 18: en Mesina y Reggio Calabria sucede un terremoto. Se desconoce el número de muertos. Una semana después sucede otro terremoto igualmente violento. Ver Terremotos desde el 3000 a. C. hasta el 900 d. C.
- 37: el Senado Romano proclama a Calígula como emperador de Roma.
- 1229: en Jerusalén (Palestina) ―en el marco de la Sexta Cruzada―, Federico II, del Sacro Imperio Romano Germánico se declara a sí mismo rey de Jerusalén.
- 1241: Cracovia se rebela contra los mongoles.
- 1256: En Soria, Bandino di Guido Lancia, que se encontraba al frente de la embajada pisana, y que se había trasladado al Reino de Castilla, propone al rey Alfonso X de Castilla, llamado "el Sabio", que presente su candidatura al trono imperial.[1]
- 1314: en Francia, Jacques de Molay, el 23.º y último gran maestro de los templarios, es quemado en la hoguera.
- 1325: en México, de acuerdo con la leyenda, se funda Tenochtitlan.
- 1526: Francisco I de Francia, regresa a París tras el cautiverio sufrido en Madrid después de la batalla de Pavía.
- 1562: en Wassy (Francia), el duque Francisco de Guisa mata a 37 protestantes. Este hecho desencadenará la primera guerra de religión.
- 1582: atentado contra Guillermo el Taciturno, príncipe de Orange, quien resulta gravemente herido.
- 1608: en Etiopía, Susenyos se hace coronar emperador.
- 1673: en Nueva Jersey, John Berkeley vende su parte de esa región a los cuáqueros.
- 1781: Charles Messier descubre el objeto estelar M92.
- 1793: en Alemania, Andreas Joseph Hofmann crea el primer estado republicano en ese país, la República de Maguncia.
- 1824: a propuesta del religioso Fray Servando Teresa de Mier junto a 16 diputados, el Congreso Constituyente de México decide otorgar al militar y político venezolano Simón Bolívar, conocido como El Libertador, la ciudadanía mexicana.
- 1850: en Estados Unidos, Henry Wells y William Fargo fundan American Express.
- 1861: España se anexiona la República Dominicana.
- 1865: en el marco de la guerra civil estadounidense, el congreso de los sureños Estados Confederados se reúne por última vez.
- 1871: en París, Adolphe Thiers (presidente de la República francesa) ordena la evacuación de la Comuna de París.
- 1874: Hawái firma un tratado con los Estados Unidos garantizando derechos comerciales exclusivos.
- 1876: en Lima (Perú) se funda la "Escuela Especial de Ingenieros de Construcciones Civiles y de Minas", conocida tradicionalmente como "Escuela de Ingenieros", actual Universidad Nacional de Ingeniería.
- 1885: en Valencia se alza el último tablado para ejecutar en público a un condenado a muerte.
- 1891: en la entrada del puerto de Gibraltar, mueren más de 500 personas en el hundimiento del vapor británico Utopía.
- 1900: en Ámsterdam (Países Bajos) se funda el Amsterdamsche Football Club Ajax.
- 1906: en Montesson, cerca de París (Francia), el rumano Traian Vuia logra hacer volar el primer avión autopropulsado más pesado que el aire. (El avión de los hermanos Wright ―que voló por primera vez tres años antes― requería de una catapulta para despegar).
- 1910: en Madrid se crea el Centro de Estudios Históricos, uno de cuyos directores más ilustres fue Ramón Menéndez Pidal.
- 1913: en la recién liberada ciudad de Tesalónica (Grecia) es asesinado el rey Jorge I.
- 1915: en los Dardanelos ―en el marco de la Primera Guerra Mundial― tres acorazados son hundidos durante un ataque naval fallido de la armada británica y francesa (batalla de Gallípoli).
- 1919: en Valencia (España) se funda el Valencia Club de Fútbol.
- 1921: el Ejército Rojo logra finalmente desarmar la rebelión de Kronstadt, luego de días de bombardeos aéreos.
- 1922: en India, Majatma Gandhi es arrestado por desobediencia civil y condenado a seis años de cárcel, de los cuales solo cumplirá dos.
- 1922: Karl Wilhelm Reinmuth descubre el asteroide Aralia (973).
- 1932: en Zaragoza (España), se funda el club de fútbol Real Zaragoza.
- 1937: en Guadalajara (España) ―en el marco de la guerra civil española―, en otra tentativa de aislar Madrid, los republicanos españoles vencen a los italianos en la batalla de Guadalajara.
- 1937: en la Ciudad del Vaticano, Pío XI hace publicar su encíclica Divini Redemptoris contra el ateísmo comunista.
- 1938: en México, el presidente Lázaro Cárdenas del Río decreta la expropiación de la industria petrolera en ese país.
- 1940: en el Paso de Brenner (en los Alpes) ―en el marco de la Segunda Guerra Mundial― Adolf Hitler y Benito Mussolini acuerdan la alianza contra Francia y el Reino Unido.
- 1944: en Nápoles (Italia), erupciona el volcán Vesubio. Mueren 26 personas y millares quedan sin hogar.
- 1945: en Berlín (Alemania) ―en el marco de la Segunda Guerra Mundial― 1250 bombarderos estadounidenses bombardean a la población civil.
- 1946: Suiza y la Unión Soviética restablecen sus relaciones diplomáticas.
- 1948: diplomáticos soviéticos y yugoslavos firman el primer encuentro entre el mariscal Tito y Iósif Stalin.
- 1953: en el oeste de Turquía, un terremoto mata a 250 personas.
- 1962: el vencido Imperio francés firma un armisticio ―los Acuerdos de Evian― con el Frente de Liberación Nacional argelino, que termina la sangrienta guerra de independencia de Argelia, que había comenzado en 1954. Frantz Fanón afirma: «Al derrotar al opresor, el oprimido mata dos pájaros de un solo tiro: suprime a un opresor y a un oprimido, que se convierte en una persona libre».
- 1962: en Argentina, tras siete años de dictadura, se levanta la prohibición del Partido Peronista. Entonces el peronismo ganó en las cinco provincias en que se celebraron elecciones a gobernador provincial. Los comandantes de las Fuerzas Armadas argentinas exigieron la intervención federal de esas cinco provincias y amenazaron ―actuando como vocero el exdictador Pedro Eugenio Aramburu― con perpetrar un golpe de Estado contra el presidente Arturo Frondizi.
- 1965: el astronauta soviético Alexei Leonov, se convierte en la primera persona en caminar en el espacio.
- 1968: en Estados Unidos, el Congreso deroga el respaldo de oro para el dólar estadounidense.
- 1970: en Camboya, Lon Nol destrona al príncipe Norodom Sihanouk.
- 1971: en Chungar (Perú) un corrimiento de tierra cae en el lago Yanahuani. Mueren 200 personas.
- 1974: la mayoría de las naciones de la OPEC acaban con un embargo de cinco meses contra los Estados Unidos, Europa y Japón.
- 1975: en Europa se crea la moneda de la CEE, el ecu.
- 1977: en Brazzaville (República Popular del Congo) el presidente Marien Ngouabi es acribillado a balazos por un comando armado.
- 1978: en Afganistán, el presidente Daud Khan es derrocado y fusilado durante un golpe de Estado.
- 1979: el futbolista argentino Carlos Dantón Seppaquercia, jugando para el Club de Gimnasia y Esgrima La Plata, convierte el gol más rápido del fútbol argentino profesional, a los 5 segundos de comenzado el partido.
- 1980: en el Cosmódromo de Plesetsk (Unión Soviética), fallecen 48 personas por la explosión durante el lanzamiento del cohete Vostok-2M.
- 1989: en la Gran Pirámide de Guiza (Egipto) se encuentra una momia de 4400 años.
- 1990: en el Isabella Stewart Gardner Museum, en Boston (Estados Unidos) se perpetra el mayor robo de objetos de arte en la historia de ese país ―12 pinturas―, por un valor de 300 millones de dólares.
- 1990: en la República Democrática Alemana se celebraron las últimas elecciones generales antes de la reunificación alemana.
- 1995: Elena de Borbón, Infanta de España e hija mayor de los Reyes de España, se casa en Sevilla con Jaime de Marichalar.
- 1996: en una discoteca de Ciudad Quezón (Filipinas) mueren 162 personas en un incendio.
- 1997: un ala del chárter ruso Antonov An-24 se rompe en pleno vuelo. El avión cae y se estrella, causando la muerte de las 50 personas de a bordo.
- 1999: Juan Antonio Samaranch es ratificado y aclamado como presidente por el Comité Olímpico Internacional hasta el año 2001.
- 2000: en Los Ángeles, antes de la ceremonia de los Premios Óscar se roban 55 estatuillas.
- 2005: se procede a la eutanasia de Terri Schiavo, consentida por su esposo.
- 2006: en México se reinaugura el periódico Excélsior, fundado originalmente en 1917.
- 2009: la República de Bolivia cambia de nombre y pasa a denominarse oficialmente Estado Plurinacional de Bolivia.
- 2009: se notifica el primer enfermo de gripe porcina en México, causante de la epidemia de gripe A en todo el mundo.
- 2012: en Nha Trang (Vietnam) se celebra el concurso Mister Universo 2012, ganado por el representante de República Dominicana.
- 2014: en Moscú se firma la anexión de la península de Crimea a Rusia, tras el resultado del referéndum realizado el 16 de marzo en la península ya mencionada.
- 2015: en Túnez se produce un atentado terrorista a manos de cuatro miembros del Estado Islámico. El ataque se cobra la vida de 19 personas, la mayoría turistas (dos de ellos españoles).
- 2017: en el aeropuerto de Orly (Isla de Francia) (Francia) sucede un atentado terrorista. (Véase Ataque en Orly de 2017).
- 2020: la UER anuncia la cancelación del Festival de la Canción de Eurovisión 2020 debido a la pandemia de COVID-19. Esta supone la primera vez en la que el festival no se realiza, tras 64 años de celebrarse ininterrumpidamente.

- 2025: Israel rompe unilateralmente el alto el fuego con Hamás mediante los ataques que dejaron más de 400 muertos, reanudando la Guerra de Gaza.

## Nacimientos
- 1395: John Holland, líder militar inglés (f. 1447).
- 1496: María Tudor, reina francesa (f. 1533).
- 1555: Francisco de Anjou, aristócrata francés (f. 1584).
- 1590: Manuel de Faria e Sousa, historiador y poeta portugués (f. 1649).
- 1602: Jacques de Billy, matemático francés (f. 1679).
- 1604: Juan IV de Portugal, rey portugués (f. 1656).
- 1609: Federico III, rey danés (f. 1670).
- 1640: Philippe de la Hire, matemático y astrónomo francés (f. 1719).
- 1657: Giuseppe Ottavio Pitoni, compositor italiano (f. 1743).
- 1673: Spencer Compton, primer ministro británico (f. 1743).
- 1690: Christian Goldbach, matemático prusiano (f. 1764).
- 1780: Miloš Obrenović, aristócrata serbio (f. 1860).
- 1782: John C. Calhoun, vicepresidente estadounidense (f. 1850).
- 1800: Claudio Gay, botanista francés (f. 1873).
- 1809: Plácido (Gabriel de la Concepción Valdés), poeta afrocubano (f. 1844).
- 1813: Thomas Graham Balfour, médico cirujano escocés, pionero del uso de estadísticas en la medicina (f. 1891).
- 1813: Christian Friedrich Hebbel, escritor alemán (f. 1864).
- 1817: Juan Martínez Villergas, escritor, poeta satírico, periodista y político español (f. 1894).
- 1823: Antoine Eugène Alfred Chanzy, general francés (f. 1883).
- 1828: William Randal Cremer, político y pacifista británico, premio Nobel de la Paz (f. 1908).
- 1837: Grover Cleveland, político estadounidense, presidente 22.º y 24.º (f. 1908).
- 1844: Nikolái Rimski-Kórsakov, compositor ruso (f. 1908).
- 1847: Stéphane Mallarmé, poeta francés (f. 1898).
- 1848: Nathanael Herreshoff, arquitecto naval estadounidense (f. 1938).
- 1848: Luisa del Reino Unido, aristócrata británica, hija de la Reina Victoria (f. 1939).
- 1858: Rudolf Diesel, ingeniero alemán (f. 1913).
- 1862: Eugène Jansson, pintor sueco (f. 1915).
- 1869: Neville Chamberlain, político británico (f. 1940).
- 1870: Agnes Sime Baxter, matemática canadiense (f. 1917).
- 1872: Anna Held, cantante y actriz polaca (f. 1918).
- 1874: Nikolai Berdyaev, filósofo ruso (f. 1948).
- 1877: Edgar Cayce, parapsicólogo estadounidense (f. 1945)
- 1882: Gian Francesco Malipiero, compositor italiano (f. 1973).
- 1886: Edward Everett Horton, actor estadounidense (f. 1970).
- 1888: Carmen Barradas, pianista y compositora uruguaya (f. 1963).
- 1891: Alice Cullen, político escocés (f. 1969).
- 1893: Jesús de Aragón, novelista y economista español (f. 1973).
- 1893: Costante Girardengo, ciclista italiano (f. 1978).
- 1893: Wilfred Owen, poeta británico (f. 1918).
- 1896: Aitzol, clérigo, periodista y escritor vasco (f. 1936).
- 1897: Gerardo Matos Rodríguez, músico, pianista, periodista y compositor de tangos y canciones criollas uruguayas (f. 1948).
- 1898: Ofelia Nieto, soprano española (f. 1931).
- 1899: Américo Tesoriere, futbolista argentino (f. 1977), arquero del club de fútbol Boca Júniors.
- 1899: Nikolái Turovérov, escritor ruso (f. 1979).
- 1904: Srečko Kosovel, poeta esloveno (f. 1926).
- 1905: Robert Donat, actor británico (f. 1958).
- 1908: Pedro Cortina Mauri, político español (f. 1993).
- 1908: Gabriel Ruiz Galindo, compositor mexicano (f. 1999).
- 1909: Ernest Gallo, empresario estadounidense del vino (f. 2007).
- 1910: Pepi Lederer, actriz estadounidense. sobrina de Marion Davies (f. 1935).
- 1911: Smiley Burnette, cantante estadounidense (f. 1967).
- 1911: Gabriel Celaya, poeta español (f. 1991).
- 1912: José Botella Llusiá, investigador y ginecólogo español (f. 2002).
- 1913: René Clément, cineasta francés (f. 1996).
- 1913: Werner Mölders, piloto de aviación alemán (f. 1941).
- 1918: Luis Antonio Burón Barba, jurista español (f. 1995).
- 1918: Gonzalo J. Facio Segreda, político costarricense (f. 2018).
- 1920: Hugo Gálvez, abogado chileno (f. 1995).
- 1922: Egon Bahr, político alemán (f. 2015).
- 1923: Alberto Isaac, cineasta mexicano (f. 1998).
- 1926: Peter Graves, actor estadounidense (f. 2010).
- 1928: José María Cabodevilla, sacerdote y teólogo español (f. 2003).
- 1928: Antonio Pacenza, boxeador argentino (f. 1999).
- 1928: Miguel Poblet, ciclista español (f. 2013).
- 1928: Fidel V. Ramos, político y militar filipino (f. 2022).
- 1928: José María Setién, obispo español (f. 2018).
- 1929: Christa Wolf, escritora alemana (f. 2011).
- 1930: Héctor Bianciotti, escritor francés de origen argentino (f. 2012).
- 1931: Mircea Anastasescu, piragüista rumano (f. 1987).
- 1931: María Elena Sagrera, actriz argentina (f. 2013).
- 1932: Miguel Alemán Velasco, empresario, político, abogado y escritor mexicano.
- 1932: John Updike, escritor estadounidense (f. 2009).
- 1933: Sergio Pitol, escritor mexicano (f. 2018).
- 1934: Charley Pride, cantante, músico y beisbolista profesional estadounidense (f. 2020).
- 1936: Frederik de Klerk, político sudafricano, premio Nobel de la Paz en 1993 (f. 2021).
- 1936: Andrés Zaldívar, político chileno.
- 1937: Rudi Altig, ciclista alemán (f. 2017).
- 1937: Gerardo Sofovich, presentador de televisión y productor argentino (f. 2015).
- 1938: Mark Donohue, piloto de automovilismo estadounidense (f. 1975).
- 1938: Shashi Kapoor, actor indio (f. 2017).
- 1938: Timo Mäkinen, piloto de automovilismo finés (f. 2017).
- 1938: Alcides Silveira, futbolista y entrenador uruguayo (f. 2011).
- 1939: Ron Atkinson, futbolista y entrenador británico.
- 1941: Wilson Pickett, cantante estadounidense de soul (f. 2006).
- 1943: Pachi Armas, actor argentino (f. 2010).
- 1944: Amnon Lipkin-Shahak, político israelí (f. 2012).
- 1945: François Castaing, diseñador de automóviles francés (f. 2023).
- 1945: Eric Woolfson, cantante y compositor británico (f. 2009), de la banda The Alan Parsons Project.
- 1946: Javier Martínez, cantante y compositor argentino, pionero del rock en español (f. 2024)
- 1947: Vicente Ramos, baloncestista español.
- 1948: Humberto Zuccarelli, futbolista argentino.
- 1948: Guillermo Gaviria Zapata, contador y político colombiano.
- 1949: Åse Kleveland, cantante y político noruego.
- 1949: Rodrigo Rato, político español.
- 1950: Brad Dourif, actor estadounidense.
- 1951: Bill Frisell, músico estadounidense de jazz.
- 1952: Salomé Zurabishvili, política franco-georgiana. Presidenta de Georgia desde 2018.
- 1955: Guillermo Dávila, cantante, actor y compositor venezolano.
- 1955: Ana Obregón, actriz española.
- 1956: Eduardo Alonso-Crespo, compositor argentino.
- 1956: Ingemar Stenmark, esquiador sueco.
- 1957: Christer Fuglesang, astronauta sueco, el primero de su país.
- 1959: Luc Besson, cineasta francés.
- 1959: Irene Cara, actriz y cantante estadounidense (f 2022).
- 1959: Byron Pérez, futbolista y entrenador guatemalteco.
- 1962: Stefano Allocchio, ciclista italiano.
- 1962: Thomas Ian Griffith, actor, productor y escritor estadounidense.
- 1963: Jeff LaBar, guitarrista estadounidense (f. 2021).
- 1963: Vanessa Williams, actriz y cantante estadounidense.
- 1964: Bonnie Blair, patinadora de velocidad estadounidense.
- 1964: Alex Caffi, piloto italiano de automovilismo.
- 1964: Idoia López Riaño, terrorista española.
- 1964: Courtney Pine, saxofonista británico de jazz.
- 1966: Jerry Cantrell, guitarrista estadounidense del grupo Alice in Chains.
- 1966: Alejandro Ferreiro, abogado chileno.
- 1966: Hugo Romeo Guerra, futbolista y entrenador uruguayo (f. 2018).
- 1968: Miguel Herrera, exfutbolista y director técnico mexicano.
- 1968: Ciro Pertusi, cantante y guitarrista argentino de Attaque 77 y Jauría.
- 1968: Christophe Pinna, karateca francés.
- 1969: Vassily Ivanchuk, ajedrecista ucraniano.
- 1969: María Eugenia Molinari, actriz y conductora de televisión argentina.
- 1969: Jimmy Morales, actor, productor y político guatemalteco, presidente de Guatemala entre 2016 y 2020.
- 1970: Queen Latifah, cantante y actriz estadounidense.
- 1971: Viviana Baldo, escritora argentina.
- 1971: Fabio Furia, músico italiano.
- 1971: Nik, historietista argentino.
- 1973: Raúl Chávez, beisbolista venezolano.
- 1974: Philip Sweet, guitarrista estadounidense, de la banda Little Big Town.
- 1975: Rita Bürgi, ciclista suiza.
- 1975: Anita Martínez, actriz, comediante, bailarina y conductora de televisión argentina.
- 1975: Beverly Peele, modelo y actriz estadounidense.
- 1975: Stephen Trapmore, remero británico.
- 1975: Ester Workel, remera neerlandesa.
- 1976: Giovanna Antonelli, actriz brasileña.
- 1976: Jovan Kirovski, futbolista estadounidense.
- 1977: Antonio Barijho, futbolista argentino.
- 1977: Danny Murphy, futbolista británico.
- 1977: Jun'ya Ota, desarrollador y guionista japonés.
- 1977: Willy Sagnol, futbolista francés.
- 1978: Brian Scalabrine, baloncestista estadounidense.
- 1978: Charlotte Roche, escritora, actriz y presentadora británica.

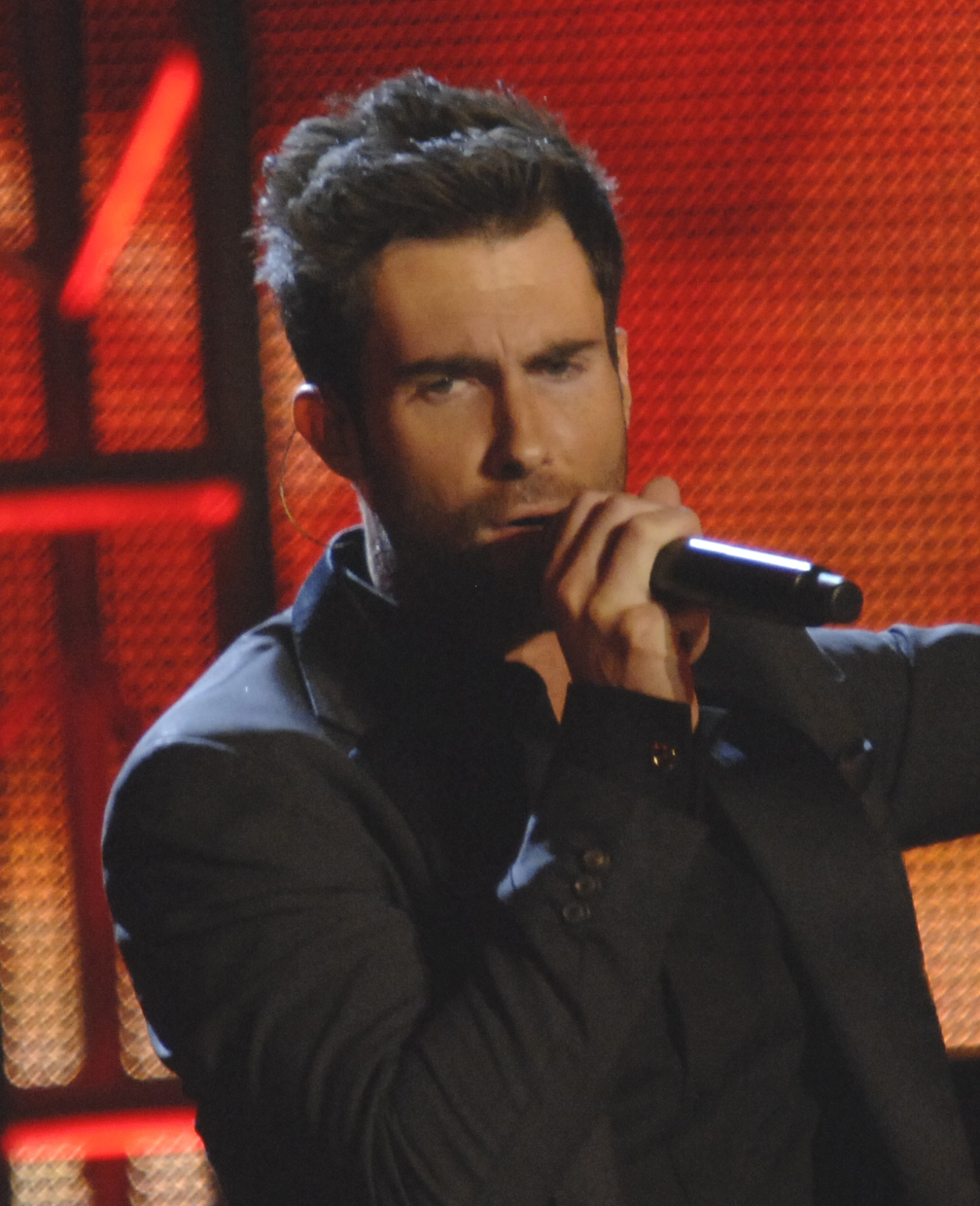
Adam Levine

- 1979: Danneel Harris, actriz estadounidense.
- 1979: Adam Levine, músico estadounidense, líder de la banda Maroon 5.
- 1980: Sébastien Frey, futbolista francés.
- 1980: María Luisa Godoy, periodista chilena.
- 1980: Sophia Myles, actriz británica.

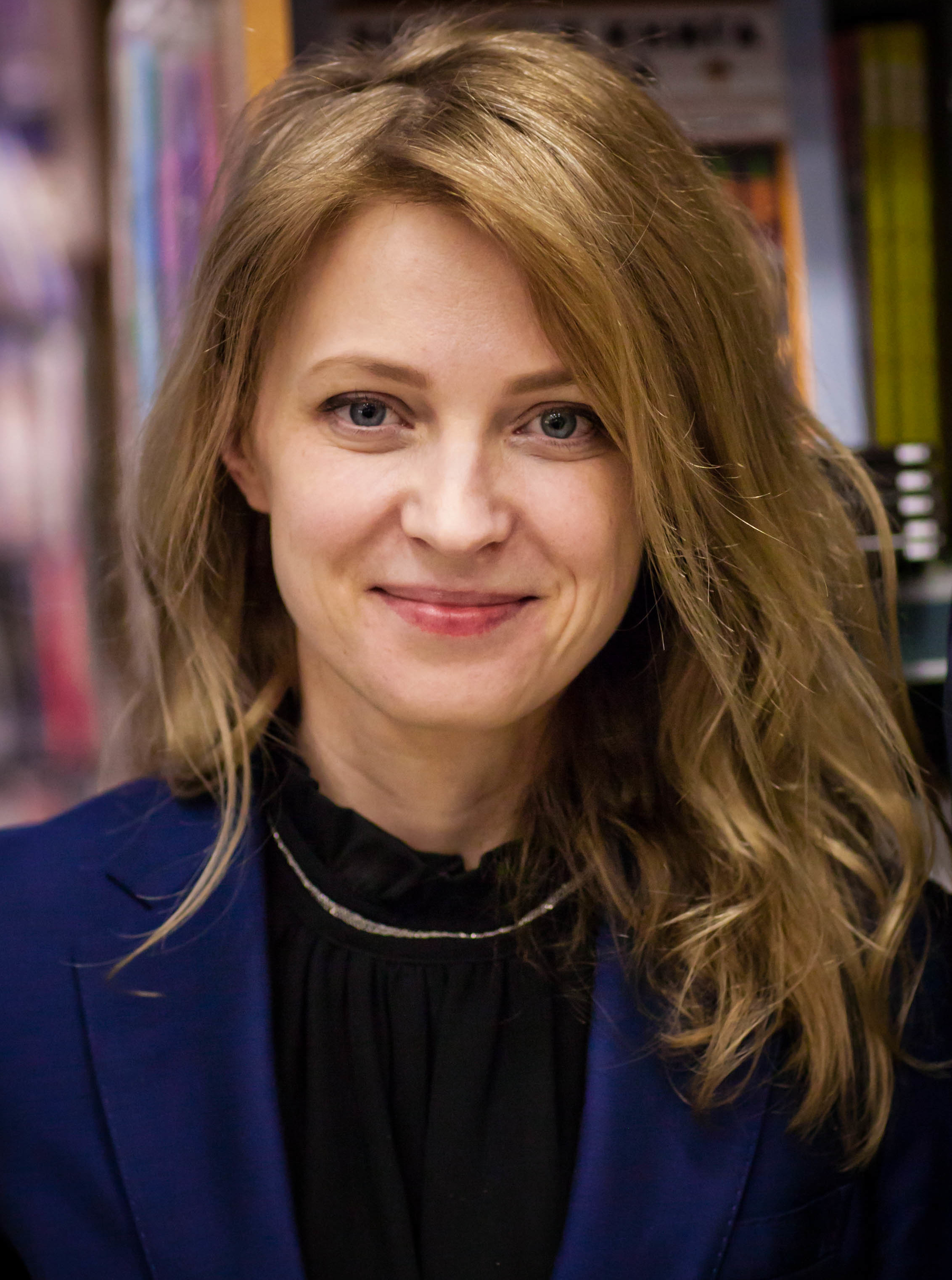
Natalia Poklónskaya

- 1980: Natalia Poklónskaya, abogada, fiscal y política rusa.
- 1980: Alekséi Yagudin, patinador ruso.
- 1981: Fabian Cancellara, ciclista suizo.
- 1981: Jang Nara, actriz y cantante coreano.
- 1981: Kasib Powell, baloncestista estadounidense.
- 1982: Timo Glock, piloto alemán de automovilismo.
- 1982: Pedro Mantorras (Pedro Manuel Torres), futbolista angoleño.
- 1983: Aleš Mejač, futbolista esloveno.
- 1983: Roberto Cox, periodista chileno-suizo.
- 1984: Simone Padoin, futbolista italiano.
- 1984: Annabel, cantante argentina-japonesa.
- 1985: Gordon Schildenfeld, futbolista croata.
- 1986: Lykke Li, cantante sueca.
- 1986: Aislinn Derbez, actriz y modelo mexicana.
- 1986: Jaba Kankava, futbolista georgiano.
- 1987: Heiko Tamm, futbolista estonio.
- 1987: Mauro Zárate, futbolista argentino.
- 1987: Clarissa Eshuis, jugadora de hockey sobre césped neozelandesa.
- 1987: Adis Jahović, futbolista macedonio.
- 1988: Jaume Costa, futbolista español.
- 1988: Michał Szyba, balonmanista polaco.
- 1989: Robert Bortuzzo, jugador canadiense de hockey sobre hielo.

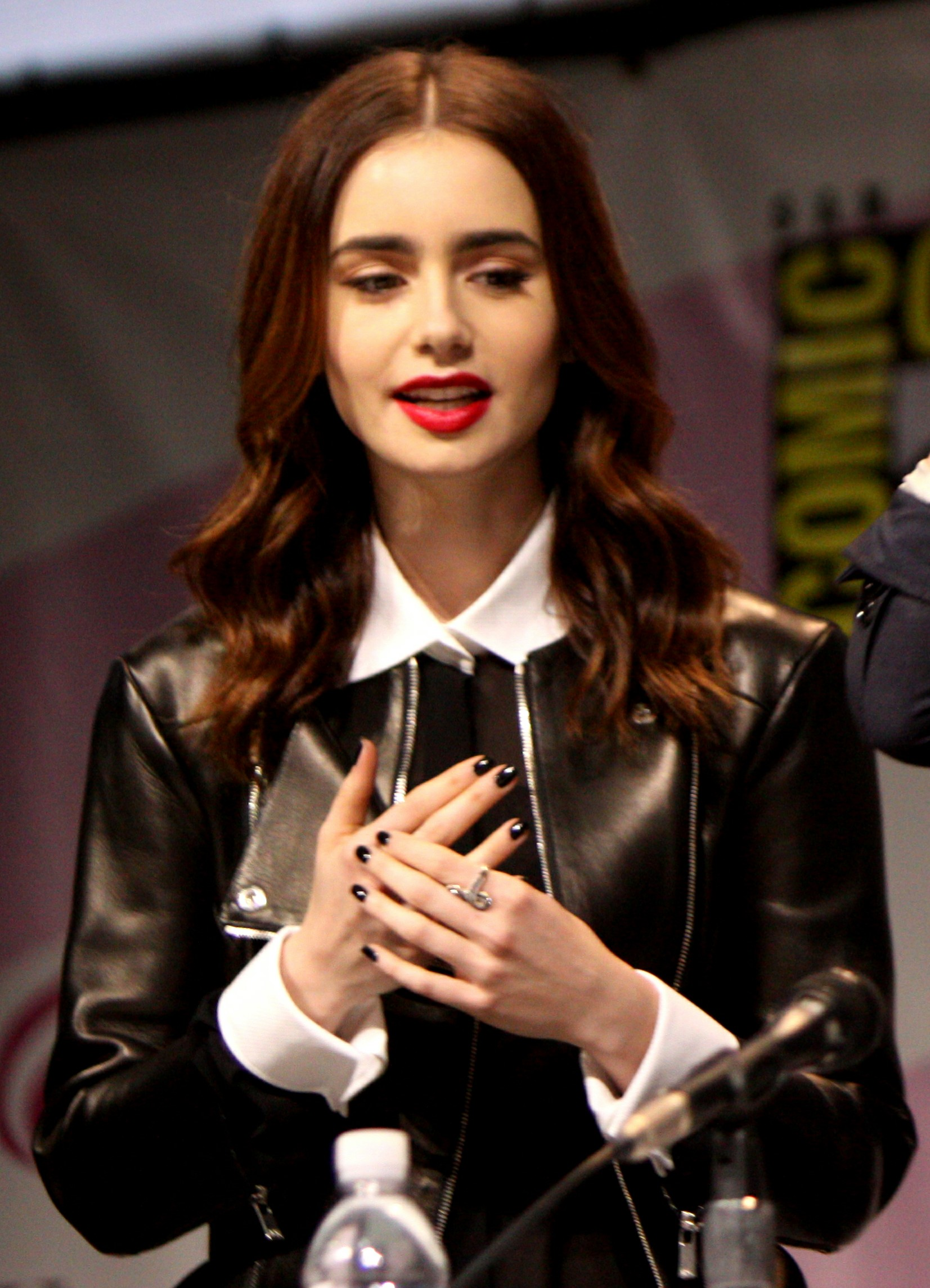
Lily Collins

- 1989: Lily Collins, actriz y modelo británica-estadounidense.
- 1990: Sergio García Salmón, futbolista español.
- 1990: Artak Yedigaryan, futbolista armenio.
- 1991: Leury García, beisbolista dominicano.
- 1991: Andžs Flaksis, ciclista letón.
- 1991: Solomon Hill, baloncestista estadounidense.
- 1991: Michalis Bakakis, futbolista griego.
- 1992: Kika Silva, modelo y panelista de televisión chilena.
- 1992: Pedro Astray López, futbolista español.
- 1992: Ferjani Sassi, futbolista tunecino.
- 1993: Manuel Pérez Ruiz, futbolista mexicano.
- 1993: Álex Suárez, futbolista español.
- 1993: Javi Noblejas, futbolista español.
- 1993: Alberto Varo Lara, futbolista español.
- 1993: Mika Junco, futbolista español.
- 1993: Gustav Wikheim, futbolista noruego.
- 1993: Branko Jovičić, futbolista serbio.
- 1994: Momčilo Raspopović, futbolista montenegrino.
- 1994: Andreas Maxsø, futbolista danés.
- 1995: Antonio Barreca, futbolista italiano.
- 1995: Pierluigi Gollini, futbolista italiano.
- 1995: Lucas Daubermann, futbolista brasileño.
- 1995: Damjan Šiškovski, futbolista macedonio.
- 1996: Madeline Carroll, actriz estadounidense.
- 1996: Skal Labissière, baloncestista haitiano.
- 1996: Senne Leysen, ciclista belga.
- 1996: Jemal Tabidze, futbolista georgiano.
- 1996: Damian van Bruggen, futbolista neerlandés.
- 1996: Julien Wanders, atleta suizo.
- 1996: Michelle Dekker, snowboarder neerlandesa.
- 1997: Ciara Bravo, actriz estadounidense.
- 1997: Grace Elizabeth, modelo y filántropa estadounidense, empleada de la empresa Victoria's Secret.
- 1997: Maximilian Mittelstädt, futbolista alemán.
- 1998: Marta Cavalli, ciclista italiana.
- 1998: Abigail Cowen, actriz y modelo estadounidense.
- 1998: Konstantin Kuchayev, futbolista ruso.
- 1998: Orel Mangala, futbolista belga.
- 1999: Florian Baak, futbolista alemán.
- 1999: Diogo Dalot, futbolista portugués.
- 1999: Adrian Fein, futbolista alemán.
- 1999: Gonzalo Maroni, futbolista argentino.
- 1999: Matt Mitchell, baloncestista estadounidense.
- 1999: Haruna Okuno, luchadora japonesa.
- 1999: Antonios Papakonstantinu, remero griego.
- 1999: Franco Paredes, futbolista argentino.
- 1999: Luca Sánchez, tenista francés.
- 1999: Brodie Williams, nadador británico.
- 1999: Filippo Zana, ciclista italiano.
- 2000: José Rodolfo Alfaro, futbolista costarricense.
- 2000: Tabea Alt, gimnasta artística alemana.
- 2000: Alex González Piera, futbolista español.
- 2000: Carl Gustafsson, futbolista sueco.
- 2002: Žan Vipotnik, futbolista esloveno.
- 2003: Bjorn Meijer, futbolista neerlandés.
- 2005: Edgar Alcañiz, futbolista español.

## Fallecimientos
- 235: Alejandro Severo, emperador romano (n. 208).
- 978: Eduardo el Mártir, rey inglés (n. 962).
- 1086: Anselmo de Lucca, obispo italiano (n. 1045).
- 1227: Honorio III, papa italiano (n. 1148).
- 1314: Jacques de Molay, militar francés, último gran maestre de los templarios (n. 1245).
- 1508: Alberto IV, aristócrata bávaro (n. 1447).
- 1567: Salvador de Horta, monje franciscano y curandero español, canonizado por la Iglesia católica (n. 1520).
- 1583: Magno de Livonia, rey italiano (n. 1540).
- 1584: Iván el Terrible, zar ruso (n. 1530).
- 1689: John Dixwell, soldado y político inglés (n. 1607).
- 1696: Robert Charnock, conspirador británico.
- 1745: Robert Walpole, político británico (n. 1676).
- 1746: Anna Leopoldovna, regente rusa (n. 1718).
- 1768: Laurence Sterne, escritor y humorista angloirlandés (n. 1713).
- 1781: Anne Robert Jacques Turgot, político y economista francés (n. 1727).
- 1823: Jean-Baptiste Breval, compositor francés (n. 1753).
- 1835: Christian Gunther von Bernstorff, diplomático danés-prusiano (n. 1769).
- 1845: Fernando Coustellier, fabricante de abanicos francés (n. 1785).
- 1870: Joaquín Gaztambide, compositor español (n. 1822).
- 1871: Augustus De Morgan, matemático y lógico británico nacido en India (n. 1806).
- 1886: José María Montoto López Vigil, escritor y jurista español (n. 1818).
- 1892: Isidoro Máiquez, actor español (n. 1768).
- 1898: Matilda Joslyn Gage, sufragista estadounidense (n. 1826).
- 1899: Othniel Charles Marsh, paleontólogo estadounidense (n. 1831).
- 1907: Marcellin Berthelot, químico e historiador francés (n. 1827).
- 1910: Julio Herrera y Reissig, poeta uruguayo (n. 1875).
- 1913: Jorge I, aristócrata griego, rey entre 1863 y 1913 (n. 1845).
- 1933: Luis Amadeo de Saboya, aristócrata italiano (n. 1873).
- 1936: Eleutherios Venizelos, político griego (n. 1864).
- 1941: Henri Cornet, ciclista francés (n. 1884).
- 1944: Larisa Ratushnaya, partisana soviética (n. 1921)
- 1947: William Crapo Durant, fundador de General Motors (n. 1861).
- 1964: Ceferino Carnacini, pintor argentino (n. 1888).
- 1964: Norbert Wiener, matemático estadounidense (n. 1894).
- 1965: Faruq I, rey egipcio (n. 1920).
- 1969: Barbara Bates, actriz estadounidense (n. 1925).
- 1971: Fanny Navarro, actriz argentina (n. 1920).
- 1972: Jim McCartney, músico y obrero británico, padre del beatle Paul McCartney (n. 1902).
- 1973: Lauritz Melchior, cantante de ópera danés (n. 1890).
- 1977: János Balázs, escritor húngaro (n. 1905).
- 1977: José Carlos Pace, piloto brasileño de Fórmula 1 (n. 1944).
- 1977: Marien Ngouabi, presidente congoleño (n. 1938).
- 1978: Leigh Brackett, escritor estadounidense (n. 1915).
- 1978: Peggy Wood, actriz estadounidense (n. 1892).
- 1980: Erich Fromm, psicoanalista germano-estadounidense (n. 1900).
- 1980: Ludwig Guttmann, neurólogo británico (n. 1899).
- 1980: Tamara de Lempicka, pintora polaca (n. 1898).
- 1982: Guadalupe Trigo, guitarrista, cantante, actor y compositor mexicano (n. 1941).
- 1982: Vasili Chuikov, militar soviético, héroe de la defensa de Stalingrado (n. 1900)
- 1983: Humberto II, aristócrata y rey italiano (n. 1904).
- 1984: Jorge Saelzer, veterinario y político chileno (n. 1902).
- 1986: Bernard Malamud, novelista estadounidense (n. 1914).
- 1989: Francisco García Pavón, escritor español (n. 1919).
- 1990: Robin Harris, actor y cómico estadounidense (n. 1953).
- 1991: Vilma Bánky, actriz húngara-estadounidense (n. 1901).
- 1992: Antonio Molina, actor y artista español (n. 1928).
- 1993: Kenneth Boulding, economista británico (n. 1910).
- 1993: Muhammad Khan Junejo, político pakistaní, primer ministro de Pakistán (n. 1932)
- 1995: Robin Jacques, ilustrador estadounidense (n. 1920).
- 1996: Odysseas Elytis, poeta griego, premio nobel de literatura en 1979.
- 1996: Niní Marshall, comediante y actriz argentina (n. 1903).
- 1996: Enrique Jordá, director de orquesta español (n. 1911).
- 1999: Elizabeth Huckaby, educador estadounidense (n. 1905).
- 2000: Eberhard Bethge, teólogo alemán (n. 1909).
- 2001: John Phillips, músico estadounidense (n. 1935).
- 2002: R.A. Lafferty, escritor estadounidense (n. 1914).
- 2002: Gösta Winbergh, tenor sueco (n. 1943).
- 2003: Sofocleto (Luis Felipe Angell), escritor peruano (n. 1926).
- 2003: Karl Kling, piloto alemán de automovilismo (n. 1910).
- 2003: Adam Osborne, programador informático británico (n. 1939).
- 2008: Anthony Minghella, cineasta británico (n. 1954).
- 2009: Natasha Richardson, actriz británica (n. 1963).
- 2010: Fess Parker, actor estadounidense (n. 1924).
- 2011: Antonieta de Mónaco, aristócrata monegasca (n. 1920).
- 2011: Warren Christopher, abogado y diplomático estadounidense (n. 1925).
- 2012: Jorge Tupou V, aristócrata tongano, rey de Tonga entre 2006 y 2012 (n. 1948).
- 2014: Jorge Arvizu, actor de doblaje mexicano (n. 1932).
- 2014: Lucius Shepard, escritor estadounidense (n. 1943).
- 2016: Guido Westerwelle, político alemán (n. 1961).
- 2017: Chuck Berry, compositor, intérprete y guitarrista estadounidense (n. 1926).
- 2018: José María Caparrós, historiador y crítico cinematográfico español (n. 1943).
- 2019: José Galat, catedrático y político colombiano (n. 1928).
- 2020: Catherine Hamlin, médico obstetra y ginecóloga australiana (n. 1924).
- 2021: Luis Bedoya Reyes, abogado y político peruano (n. 1919).
- 2022: Jaim Kanievsky, rabino israelí (n. 1928).
- 2024: Nicandro Díaz González, productor de televisión mexicano (n. 1963).
- 2025: Antonio Gasalla, actor y humorista argentino (n. 1941).

## Celebraciones
- Día Mundial del Reciclaje.[2]

- Día Mundial de las Enfermedades Reumáticas de la Juventud.[3]

- Día Mundial del Síndrome de Edwards o Trisomía 18.[4]

 Compartidas
(Por orden alfabético)
- Unión Europea: 
  - Día Europeo de la Narcolepsia.
Tiene como objetivo crear conciencia sobre esta enfermedad neurológica crónica que se caracteriza por la somnolencia diurna excesiva.

 Por países
(Por orden alfabético)
- Argentina: 
  - Día del Trabajador Rural.[5]
  - Día del Trabajador Telefónico.[6]

- - Día del Sándwich de Milanesa.[7]La fecha fue elegida en honor a José Norberto Leguizamón, quien falleció el 18 de marzo de 2010. Se trataba del dueño de Chacho, un restaurante ubicado entre las calles Mare de Luna y Pellegrini de San Miguel de Tucumán que se hizo popular por servir este típico plato argentino.
Sin embargo, la milanesa en su estado singular, sin pan ni acompañamiento, cuenta también con otra fecha conmemorativa. Se trata del 3 de mayo, una jornada impulsada por los usuarios argentinos en Facebook que tomó mayor reconocimiento con el paso de los años gracias al auge de las redes sociales.

- Aruba: 
  - Día de la Bandera.

- Comoras: 
  - Día del Jeque Al Maarouf.[8]

- Estados Unidos: 
  - Día Nacional de la Agricultura.[9]
(en inglés: National Ag Day).
  - Día Nacional del Biodiésel.[10]
(en inglés: National Biodiesel Day).
  - Día Nacional de la Galleta de Avena Lacy.[11]
(en inglés: National Lacy Oatmeal Cookie Day).
  - Día Nacional del Sloppy Joe.[12]
(en inglés: National Sloppy Joe Day).
  - Día de los Momentos Incómodos.[13]
(en inglés: Awkward Moments Day).
  - Día Nacional del Supremo Sacrificio.[14]
(en inglés: National Supreme Sacrifice Day).
  - Día de Apreciación al Conductor de Tránsito.[15]
(en inglés: Transit Driver Appreciation Day).

- México: 
  - Día de la Expropiación Petrolera.

- Venezuela: 
  - Día Nacional de la Niña y el Niño Indígena.[16]
Esta festividad busca reconocer y promover los derechos de los pueblos originarios del país.

### Santoral católico

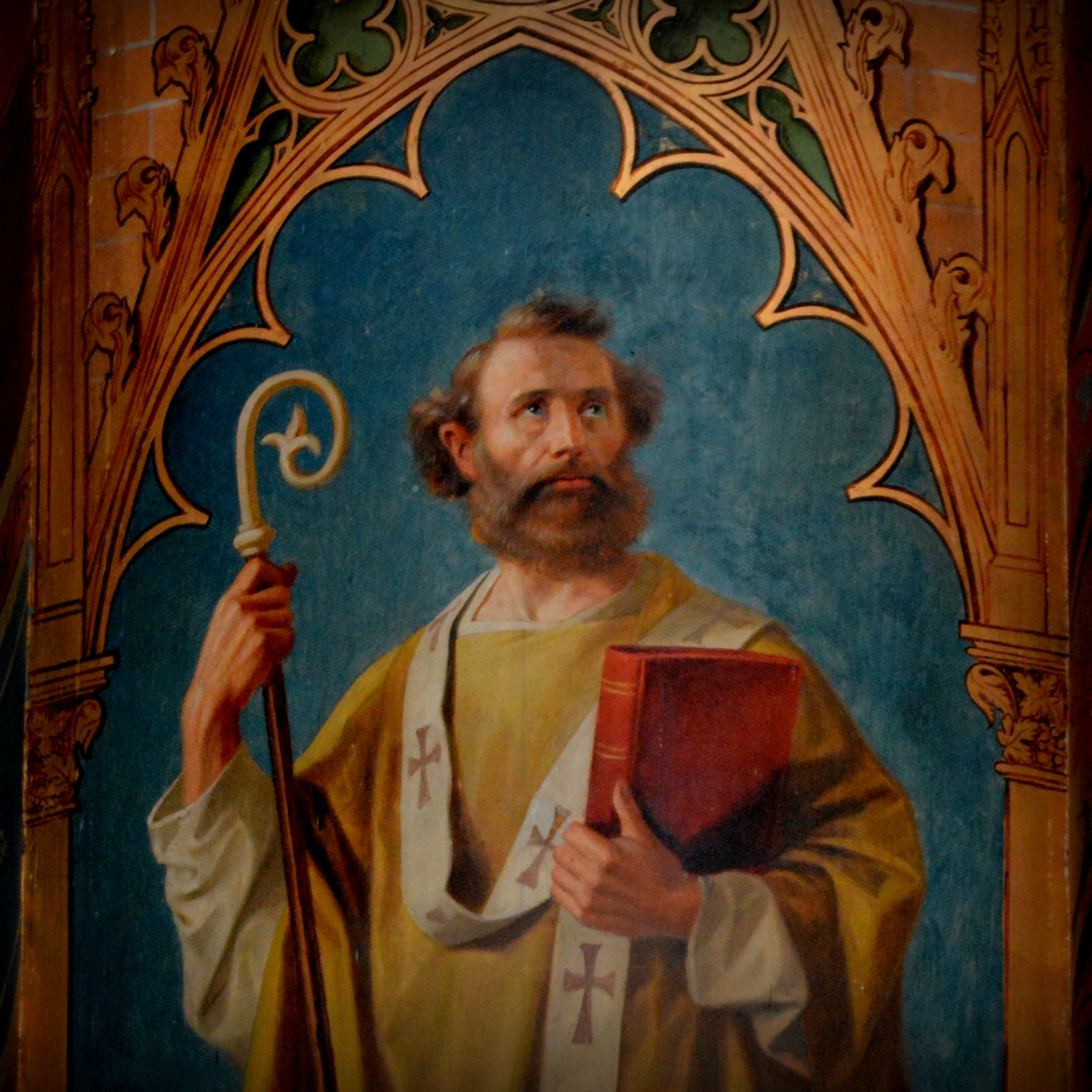
San Cirilo de Jerusalén, imagen en la Basílica de Santa María, Iglesia católica en Kevelaer, perteneciente a la diócesis de Münster (Alemania).

- San Cirilo de Jerusalén,[17]obispo y doctor de la Iglesia (f. 444).
- San Alejandro de Jerusalén, obispo y mártir (f. c. 250).[17]
- San Frigidiano de Lucca, obispo (f. c. 588).
- San Leobardo de Tours, (f. c. 593).[17]
- San Braulio de Zaragoza, obispo (f. 651).
- San Eduardo de Inglaterra, rey (f. 978).[17]
- San Anselmo de Lucca, obispo (f. 1086).[17]
- San Salvador de Horta Grionesos, religioso (f. 1567).[17]
- Santos Juan Thules y Rogerio Wrenno, mártires (f. 1616).
- Beata Marta Le Bouteiller, virgen (f. 1883).[17]